# Élections parlementaires argentines de 2017
Les élections parlementaires argentines de 2017 se déroulent le 22 octobre 2017.

## Système électoral
La Chambre des députés (Cámara de Diputados) est la chambre basse du parlement bicaméral d'Argentine. Elle se compose de 257 sièges renouvelables par moitié. Les députés sont élus pour un mandat de quatre ans au scrutin proportionnel plurinominal à la plus forte moyenne, selon la méthode d'Hondt dans 24 circonscriptions électorales plurinominales correspondants aux vingt-trois provinces de l'Argentine plus Buenos Aires, à raison de plusieurs sièges par circonscription selon leur population. Un seuil de 4 % des suffrages exprimés au niveau national est requis pour que les listes de candidats soient représentés à la chambre.
La Chambre des députés est renouvelable par moitié. Ce sont donc la moitié des 257 sièges qui sont mis en jeu lors de cette élection.
Le Sénat, chambre haute du parlement, est quant à lui composé de 72 députés élus pour six ans, renouvelables par tiers tous les deux ans au scrutin majoritaire à un tour dans les mêmes circonscriptions que les députés. Dans ces vingt quatre circonscriptions plurinominales de trois sièges chacune, deux sièges sont attribués à la liste arrivant en tête, et le troisième à celle arrivée deuxième.
Le Sénat est renouvelable par tiers. Ce sont donc un tiers des 72 sièges qui sont mis en jeu lors de cette élection, soit 24 sièges.
Le vote est obligatoire pour tous les citoyens âgés de 18 à 70 ans, à quelques exceptions près (maladie, éloignement des bureaux de vote). L'abstention est sanctionnée par une amende d'un montant variant entre 50 et 500 pesos argentins, et par l'interdiction d'occuper des fonctions ou des emplois publics pendant trois ans.

## Campagne

### Mort de Santiago Maldonado
Le jeune militant de gauche et âgé de 28 ans avait disparu le 1er août dans une manifestation dans le village mapuche de Cushamen. Son corps a été retrouvé le 20 octobre, deux jours avant l'élection et sa mort a ému le pays. Sa disparition pourrait être liée à la police, le ministre de la justice argentin a réfuté ces accusations puis a déclaré : « Quel que soit le responsable, il devra assumer les conséquences de ses actes, qu'il s'agisse de quelqu'un de la police militaire ou d'une autre personne ». C'est la première fois, depuis la dictature militaire, qu'un opposant serait tué par l'État argentin en raison de ses activités militantes.
Des partis de gauche ont organisé des rassemblements, notamment sur la place de Mai, malgré l'illégalité (selon la loi électorale argentine).
La grande partie des candidats ont suspendu leurs campagnes. L'opposition, pro Kirchner, tire parti de cette disparition pour aborder la question des droits de l'homme.

### Économie
La majorité espère tirer parti de ses bons résultats économiques pour remporter les élections. Selon le gouvernement la croissance devrait atteindre les 3 % en 2017. Elle résulterait d'une politique favorable aux milieux d'affaires en rupture avec la politique de la présidente Kirchner. Le milieu économique international espère une victoire des partisans de Macri pour stabiliser encore un peu plus le pays.
Le bilan économique de la majorité est néanmoins plus contrasté, en effet l'inflation reste très élevée, déjà plus de 17 % cette année, et les salaires n'augmentent que faiblement.

## Résultats
Les élections sont remportées par la coalition du président Mauricio Macri.

### Chambre des députés
| Partis | Partis                                | Sièges      | Sièges       | Sièges | Sièges      | +/-           |
| Partis | Partis                                | Total avant | Dont en lice | Élus   | Total après | +/-           |
| ------ | ------------------------------------- | ----------- | ------------ | ------ | ----------- | ------------- |
|        | Cambiemos                             | 89          | 41           | 61     | 109         | 20            |
|        | Unité citoyenne                       | 5           | 3            | 28     | 30          | 25            |
|        | Parti justicialiste                   | 98          | 43           | 18     | 73          | 25            |
|        | Unis pour une nouvelle alternative    | 41          | 24           | 7      | 24          | 17            |
|        | Front civique pour Santiago           | 6           | 3            | 3      | 6           | en stagnation |
|        | Front pour le renouveau de l'unité    | 3           | 1            | 2      | 4           | 1             |
|        | Front de gauche et des travailleurs   | 4           | 3            | 2      | 3           | 1             |
|        | Évolution                             | Nv          | Nv           | 2      | 2           | Nv            |
|        | Chubut Para Todos                     | 3           | 2            | 1      | 2           | 1             |
|        | Front progressiste, civique et social | 4           | 4            | 1      | 1           | 3             |
|        | Mouvement populaire Neuquén           | 2           | 2            | 1      | 1           | 1             |
|        | Parti intransigeant                   | Nv          | Nv           | 1      | 1           | Nv            |
|        | Salta Somos Todos                     | 1           | 0            | 0      | 1           | en stagnation |
|        | Projet sud                            | 1           | 1            | 0      | 0           | 1             |
|        |                                       |             |              |        |             |               |
| Total  | Total                                 | 257         | 127          | 127    | 257         | -             |

### Sénat
| Partis | Partis                             | Sièges      | Sièges       | Sièges | Sièges      | +/-           |
| Partis | Partis                             | Total avant | Dont en lice | Élus   | Total après | +/-           |
| ------ | ---------------------------------- | ----------- | ------------ | ------ | ----------- | ------------- |
|        | Cambiemos                          | 17          | 3            | 12     | 26          | 9             |
|        | Parti populaire uni                | 3           | 3            | 6      | 6           | 3             |
|        | Parti justicialiste                | 39          | 15           | 4      | 28          | 11            |
|        | Front pour le renouveau de l'unité | 2           | 2            | 2      | 2           | en stagnation |
|        | Unis pour une nouvelle alternative | 5           | 1            | 0      | 4           | 1             |
|        | Autres                             | 6           | 0            | 0      | 6           | en stagnation |
|        |                                    |             |              |        |             |               |
| Total  | Total                              | 72          | 24           | 24     | 72          | -             |

## Enquête judiciaire
En août 2018, la justice ouvre une enquête sur Cambiemos pour financement illégal, blanchiment d'argent et vol d'identité.